# Шпигелау
Шпигелау (њем. Spiegelau) општина је у њемачкој савезној држави Баварска. Једно је од 25 општинских средишта округа Фрејунг-Графенау. Према процјени из 2010. у општини је живјело 3.990 становника. Посједује регионалну шифру (AGS) 9272149.

## Географски и демографски подаци
Шпигелау се налази у савезној држави Баварска у округу Фрејунг-Графенау. Општина се налази на надморској висини од 734–820 метара. Површина општине износи 40,4 km². У самом мјесту је, према процјени из 2010. године, живјело 3.990 становника. Просјечна густина становништва износи 99 становника/km².